# 扁芒草属
扁芒草属（学名：Danthonia）是禾本科下的一个属，为多年生丛生草本植物。该属共有约100种，分布于两半球的温带地区。